# George Barnes (tiratore)
George Barnes (1849 – Londra, 25 gennaio 1934) è stato un tiratore a segno britannico.

## Carriera
Barnes prese parte ai Giochi della IV Olimpiade nel 1908, vincendo una medaglia di bronzo nella specialità della carabina piccola con bersaglio fisso, posizionandosi alle spalle dei connazionali Arthur Carnell e Harry Humby. I 385 punti finali di Barnes lo separarono solo di un punto dal secondo posto e di due dal gradino più alto del podio.